# Ally McCoist
Alistair „Ally“ Murdoch McCoist, MBE (* 24. September 1962 in Bellshill) ist ein schottischer ehemaliger Fußballspieler (Stürmer) und heutiger -trainer.

## Laufbahn
McCoist begann seine Profikarriere 1978 beim damaligen Zweitligisten FC St. Johnstone, für den er in seiner dritten Saison 1980/81 in 38 Ligaspielen 22 Toren erzielte und Torschützenkönig wurde, woraufhin verschiedene Vereine auf ihn aufmerksam wurden und schließlich der englische AFC Sunderland ihn verpflichtete. Doch nach einem eher erfolglosen Intermezzo (acht Tore in 56 Spielen) kehrte er 1983 nach Schottland zurück und wechselte zu den Glasgow Rangers.
Hier erlebte er seine beste Zeit mit zehn Meistertiteln und einem Pokalsieg als einer der besten Stürmer Schottlands. 1992 wurde McCoist zu Schottlands Fußballer des Jahres gewählt. Noch heute ist er der Rekordtorschütze der Rangers mit 251 Toren in 418 Spielen (alle Wettbewerbe) und Schottlands fünftbester mit 19 Treffern bei 61 Einsätzen (u. a. WM-Teilnahmen 1986 und 1990). Danach ließ er seine Karriere beim FC Kilmarnock ausklingen.

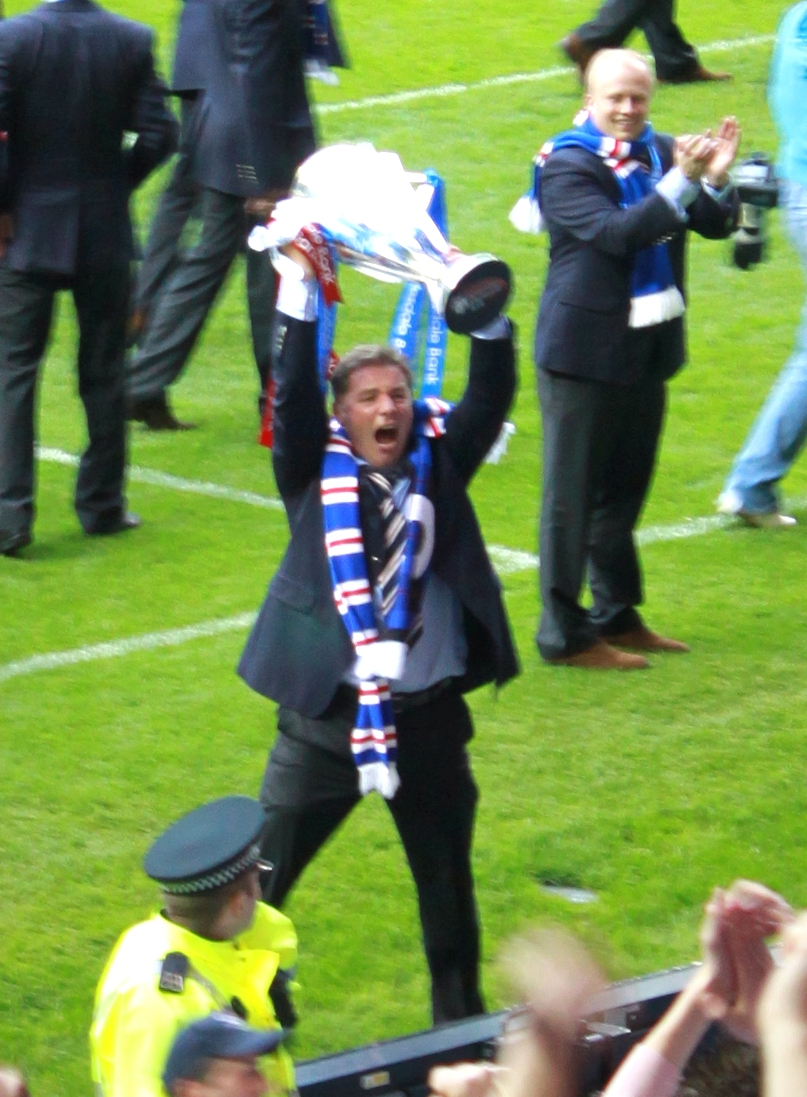
McCoist hält den gewonnenen SPL-Pokal (2009)

2004 wurde McCoist Teil des Trainerstabes des neuen schottischen Nationaltrainers Walter Smith. Mit ihm wechselte er 2007 in der Funktion als Co-Trainer zu den Rangers. Ab 2011 war er nach dem Rückzug Smiths vom aktiven Geschäft Cheftrainer des Klubs, scheiterte mit dem amtierenden Meister jedoch überraschend in der dritten Qualifikationsrunde der Champions League am schwedischen Verein Malmö FF sowie anschließend in den Europa-League-Playoffs am NK Maribor aus Slowenien. Im folgenden Frühjahr startete der Klub ein Insolvenzverfahren, in dessen Folge der Klub im Juli in die viertklassige Scottish Football League Third Division zurückgestuft wurde. McCoist blieb dem Klub treu, als Meister mit 24 Punkten Vorsprung auf den Zweitplatzierten FC Peterhead führte er die Mannschaft in die neu gegründete drittklassige Scottish League One. Auch dort wurde er mit den Rangers Meister und schaffte somit den direkten Aufstieg in die Scottish Championship. Anhaltende Differenzen mit der damaligen Vereinsführung führten dazu, dass er im Dezember 2014 seinen Rücktritt einreichte und wenig später vom damaligen Co-Trainer Kenny McDowall ersetzt wurde.
Ab 2017 war McCoist als Fernseh-Experte für den schottischen Fußball für BT Sport tätig, 2019 verpflichtete Prime Video ihn für die Berichterstattung zur Premier League.
McCoist ist Mitglied der Scottish Football Hall of Fame. Alistair McCoist wurde 1984 in den Bund der Freimaurer aufgenommen, seine Loge (Thorntree 512) ist in Glasgow ansässig.

## Titel & Erfolge

### Verein
- Schottischer Meister (10): 1987, 1989, 1990, 1991, 1992, 1993, 1994, 1995, 1996, 1997
- Schottischer Pokalsieger: 1992
- Schottischer Ligapokal (9): 1983, 1984, 1986, 1987, 1988, 1990, 1992, 1993, 1996

### Persönliches
- Goldener Schuh der UEFA (2): 1991/92 (34 Tore), 1992/93 (34 Tore)
- Torschützenkönig der Scottish Football League (3): 1986 (24 Tore), 1992 und 1993 (je 34 Tore)
- Schottlands Fußballer des Jahres: 1991/92